# Vinko Polončič
Vinko Polončič, slovenski kolesar, * 13. julij 1957, Ljubljana.
Polončič je za Jugoslavijo nastopil na Poletnih olimpijskih igrah 1980 v Moskvi, kjer je osvojil osmo mesto v ekipnem kronometru na 100 km, na cestni dirki pa je odstopil. Leta 1982 je bil drugi na Dirki po Jugoslaviji, leta 1981 pa tretji. Leta 1978 je osvojil drugo mesto na državnem prvenstvu Jugoslavije v cestni dirki, leta 1979 pa tretje.